# Jabłko

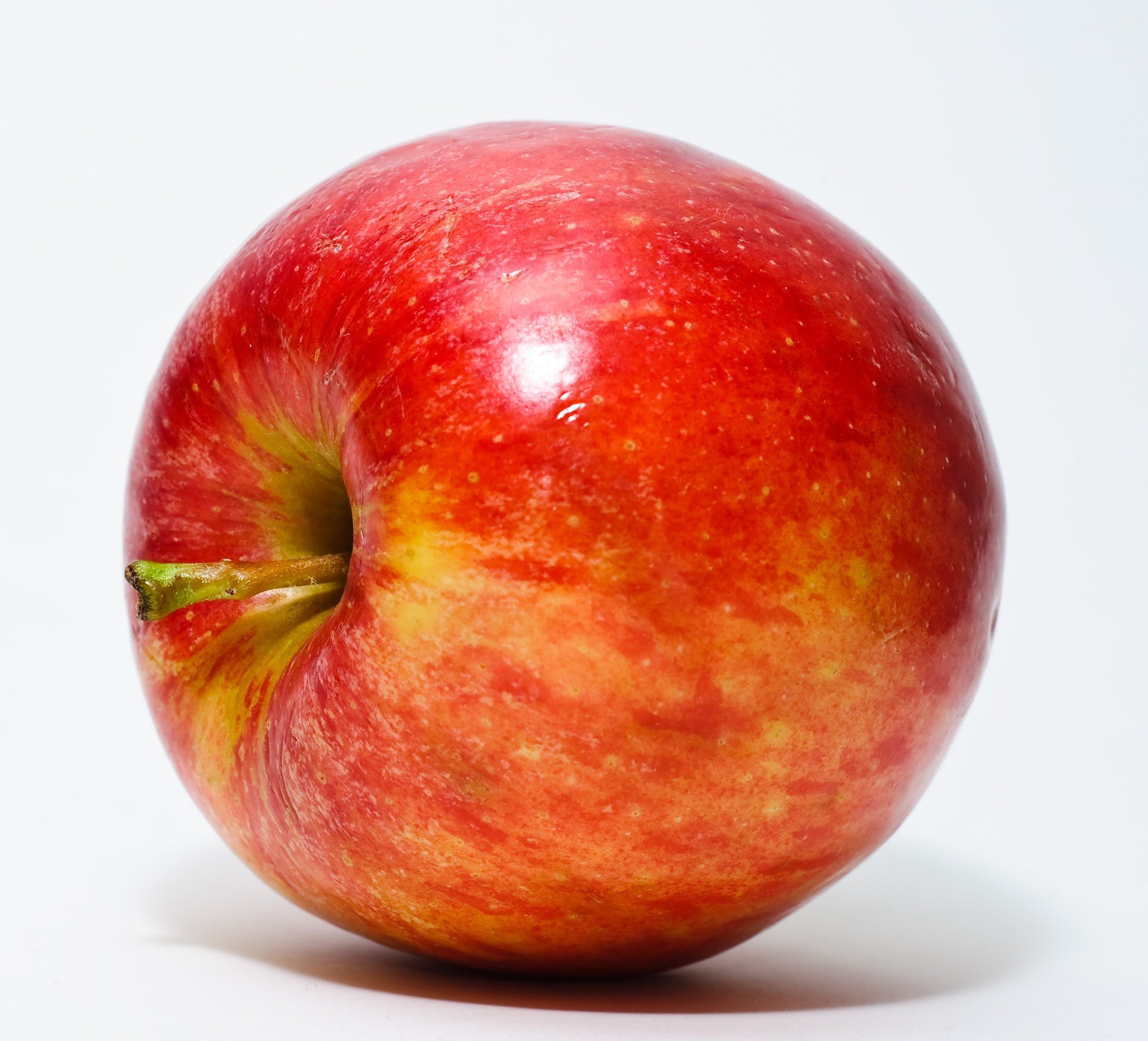
Jabłko

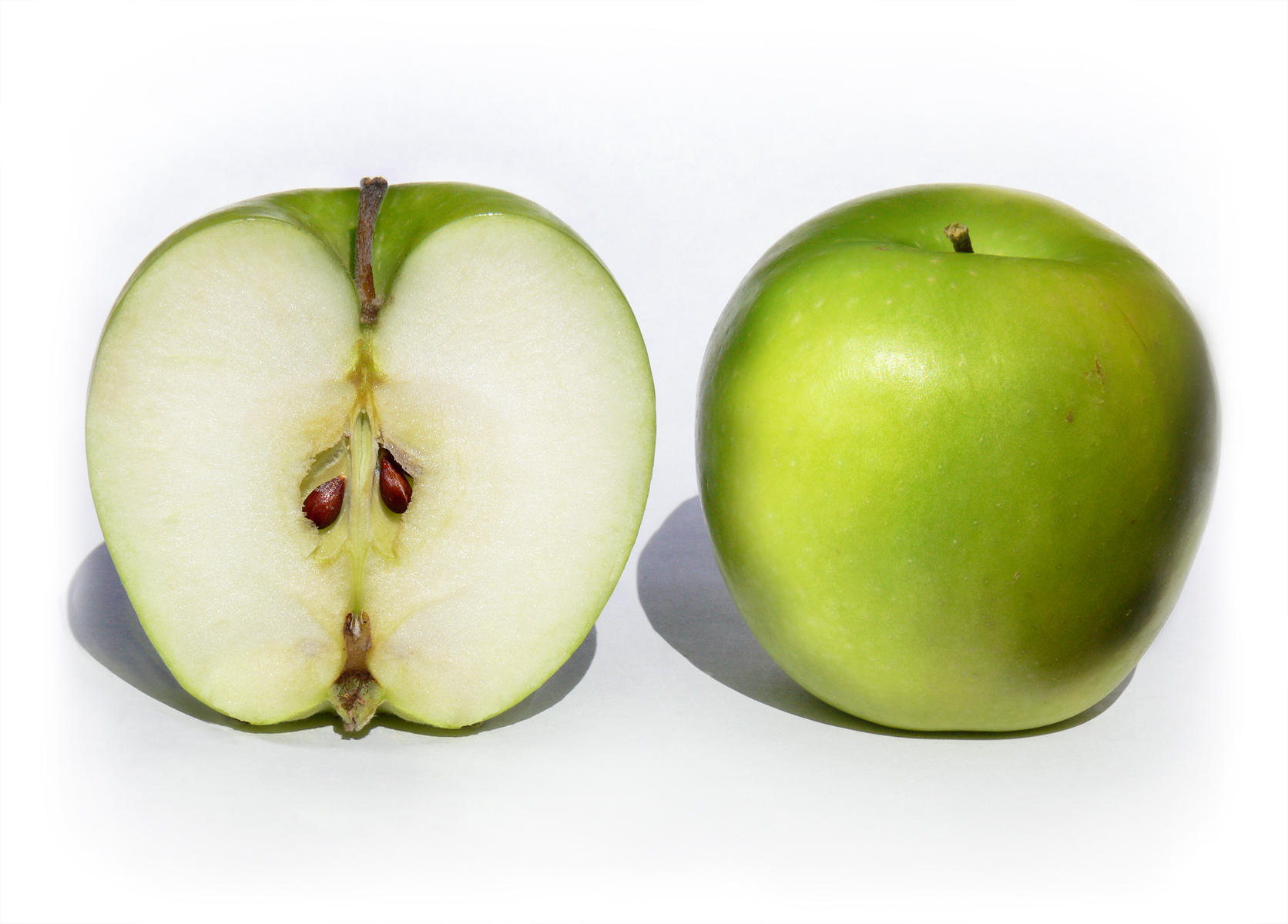
Przekrojony owoc odmiany 'Granny Smith'

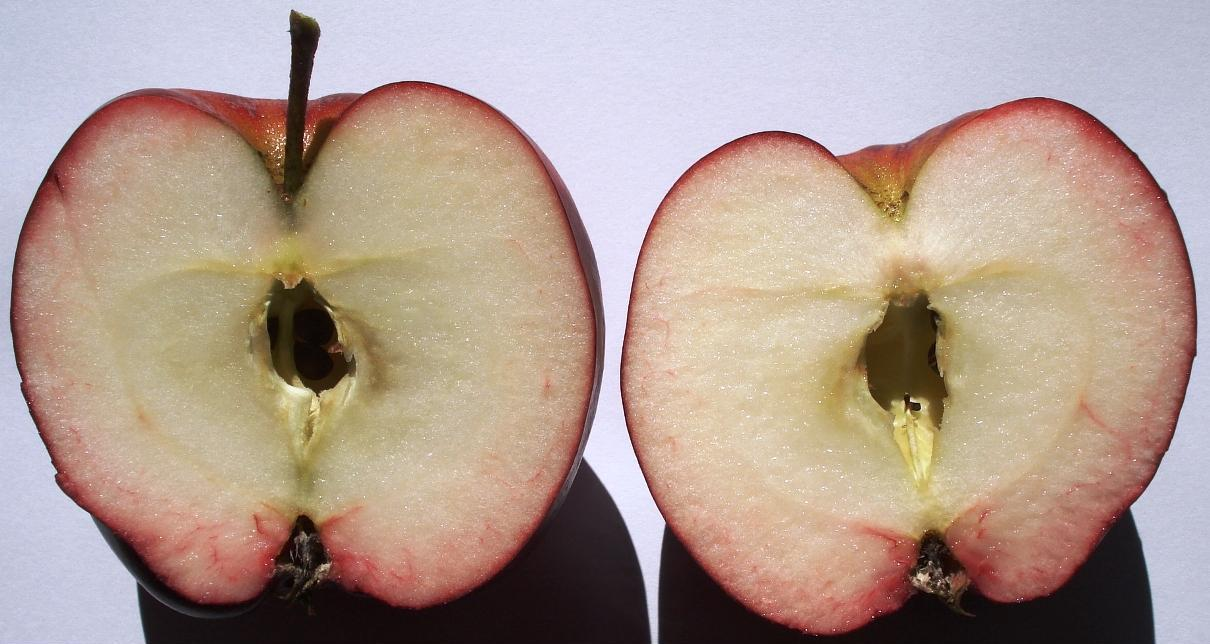
Jabłko z miąższem podbarwionym na czerwono

Jabłko – jadalny, kulisty owoc drzew z rodzaju jabłoń Malus. Jabłka odmian uprawnych o mieszańcowym pochodzeniu, uznawanych za gatunek jabłoń domowa Malus domestica, są istotnym komercyjnie owocem o soczystym i chrupkim miąższu. Są spożywane na surowo, a także po obróbce kulinarnej.

## Właściwości jabłka
Smak dojrzałych jabłek jabłoni domowej jest słodko-kwaskowaty, rozmaite odmiany mogą być bardziej lub mniej słodkie lub kwaśne. Jabłka są kształtem zbliżone do kuli, z zagłębieniem na szczycie, z którego wystaje szypułka (pot. ogonek), na którym jabłko rośnie na drzewie, oraz z wylotem gniazda nasiennego u dołu. Przeciętne jabłko waży około 150 gramów. Miąższ jabłka jest sztywny, chrupki i pełen przezroczystego soku. Po długim przechowywaniu jabłko staje się miękkie i pomarszczone, jednak nadal jadalne. Skórka jabłka jest gładka i cienka, ściśle przylegająca do miąższu, dająca się obierać lub polerować. Kolor skórki jabłka występuje w odcieniach zieleni, a po dojrzeniu również żółci lub czerwieni, często zmieszanych ze sobą. Miąższ przybiera barwę od bardzo jasnej (zbliżonej do białej) po jasnożółtą, przy czym warstwy leżące blisko skórki mogą być lekko zabarwione na zielono, różowo itp. (czasem z widocznymi kolorowymi „żyłkami”) – w zależności od jej koloru. Jabłka mogą ulec obiciu, po czym miejsce obicia staje się miękkie i brązowe, a miąższ pod obiciem zaczyna się psuć i tracić właściwości odżywcze. Po pokrojeniu lub obraniu z dostępem do tlenu miąższ jabłka zaczyna utleniać się na powierzchni, która zmienia kolor na brązowy. Dojrzałe jabłka wydzielają lekko wyczuwalny, słodkawy zapach.

### Niektóre odmiany jabłoni
| Jabłka Produkcja w 2018               | Jabłka Produkcja w 2018 |
| Państwo                               | Produkcja (w mln ton)   |
| ------------------------------------- | ----------------------- |
| Chiny                                 | 39,2                    |
| Stany Zjednoczone                     | 4,65                    |
| Polska                                | 4,0                     |
| Turcja                                | 3,63                    |
| Iran                                  | 2,52                    |
| Włochy                                | 2,41                    |
| Indie                                 | 2,33                    |
| Rosja                                 | 1,86                    |
| Francja                               | 1,74                    |
| Chile                                 | 1,73                    |
| Świat                                 | 86,1                    |
| Źródło: FAOSTAT of the United Nations |                         |

- Antonówka – bardzo stara odmiana pochodząca z Rosji
- Cortland – odmiana otrzymana w roku 1898 w USA poprzez skrzyżowanie odmian McIntosh i Ben Davies.
- Delikates – polska odmiana uprawna jabłoni domowej
- Gala – pochodząca z Nowej Zelandii odmiana uprawna jabłoni domowej
- Golden Delicious – odmiana uprawna wyselekcjonowana w 1890 r. w USA
- Granny Smith – odmiana jabłoni wyhodowana w 1868 r. w Australii
- Jonagold – odmiana uprawna otrzymana w 1943 r. w USA ze skrzyżowania odmian Jonathan i Golden Delicious
- Jonatan – odmiana znaleziona w USA w roku 1800 jako przypadkowa siewka
- Koksa Pomarańczowa – odmiana pochodząca z Wielkiej Brytanii
- Kosztela – polska odmiana pochodząca prawdopodobnie z XVII wieku
- Kronselska – odmiana uprawna wyhodowana w 1869 r. we Francji
- Lobo – otrzymana w Kanadzie około 1900 roku jako siewka odmiany McIntosh
- McIntosh – znaleziona w roku 1796 jako siewka odmiany ‘Famouse’ w Kanadzie
- Pink Lady – wyhodowana latach 70. w Australii jako krzyżówka odmian Lady Williams i Golden Delicious
- Papierówka – odmiana uprawna pochodząca z rejonów nadbałtyckich
- Renety – to stara grupa odmian uprawnych jabłoni domowej
- Rubin – otrzymana w 1960 r. w Czechach ze skrzyżowania odmian Lord Lambourne i Golden Delicious
- Szampion – otrzymana w 1960 r. w Czechach jako krzyżówka odmian Golden Delicious i Koksa pomarańczowa
- Ligol – odmiana wyselekcjonowana w 1972 roku Instytucie Sadownictwa i Kwiaciarstwa w Skierniewicach jako mieszaniec odmian Linda i Golden Delicious.

## Właściwości odżywcze jabłek
Świeże, nieuszkodzone jabłka zawierają witaminę C, większość innych witamin (B1, B2, B3, B5, B6, B9, A i Retinol, E i tokoferol, K, β-Karoten, likopen) i minerałów, dużą ilość błonnika roślinnego, kwercetynę (4 mg w 100 g jabłek), a także pektynę (1–1,5 g w 100 g świeżego jabłka). Zawartość witaminy C jest zmienna i zależy od wielu czynników, z których najważniejszymi są odmiana, warunki klimatyczne i sposób uprawy. Może ona się wahać w szerokim zakresie od około 4 mg na 100 g owocu do ponad 21 mg na 100 g. Przy obróbce cieplnej jabłek większość witamin wodorozpuszczalnych ulega rozkładowi.
Świeże jabłka są źródłem węglowodanów w tym błonnika. Jak wiele innych owoców, spożywane na surowo jabłka mają niską wartość na indeksie glikemicznym (fruktoza i inne cukry uwalniają się powoli z błonnika, przez co zawartość cukru we krwi rośnie wolno, bez nagłych odchyleń) zatem są zalecane do spożywania przez osoby chorujące na cukrzycę lub hiperglikemię. Nie dotyczy to soku jabłkowego – po oddzieleniu błonnika wartość indeksu glikemicznego ulega sporemu podwyższeniu.
Nasiona (pestki owoców) jabłoni zawierają amigdalinę. Gdy nasiona są uszkodzone, przeżuwane lub trawione, amigdalina rozpada się na silnie trujący cyjanowodór. 1 gram nasion zawiera ok. 1–4 mg amigdaliny. 1 gram drobno zmielonych nasion zawiera ok. 0,06–0,24 mg cyjanku. Spożycie kilku nasion jest bezpieczne dla zdrowia człowieka.

## Kulinarne zastosowania jabłek

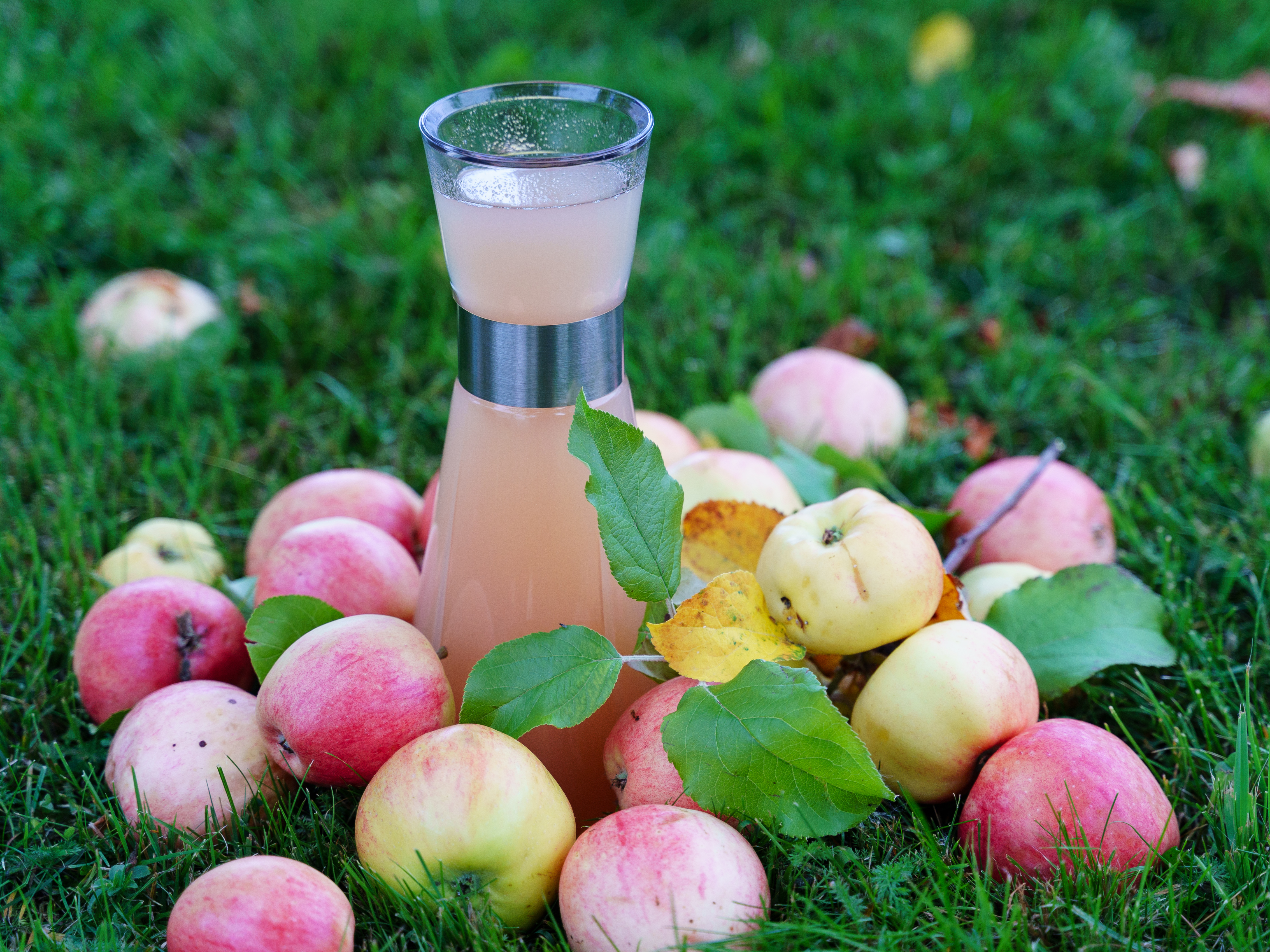
Z jabłek produkuje się sok jabłkowy

Jabłka można spożywać tuż po zebraniu, z zachowaną skórką lub obrane. Środek jabłka ze sztywnymi błonkami oraz gniazdem nasiennym najczęściej nie jest spożywany i przy obróbce jest usuwany przy procesie zwanym „gniazdowaniem jabłek”. Jabłka przy obróbce można kroić, siekać, ucierać, mleć, gotować, piec, wyciskać z soku lub suszyć. Jabłko służy jako składnik kompotów, sałatek owocowych i warzywnych, dodatek do potraw mięsnych, sos, oraz składnik deserów – w tym najczęściej ciast pieczonych i galaretek, ale istnieją też lody i cukierki o smaku jabłkowym. Jabłka nie bywają smażone jak inne owoce w dżemach i konfiturach z powodu dużej ilości soku i łatwości przypalenia. Jabłka w innych deserach najczęściej są tarte lub mielone na miękką papkę. Cienkie plastry jabłek mogą służyć jako ozdoba dania. Pektyna z jabłek może służyć jako substancja żelująca w innych przetworach lub deserach. Zmielona na miękko papka jabłkowa jest podawana niemowlętom jako jeden z ich pierwszych pokarmów stałych.
- Znane w polskiej kuchni potrawy z jabłek lub zawierające jabłka to pieczona kaczka z jabłkami, sałatki warzywne lub owocowe z jabłkami, szarlotka, jabłka smażone w cieście naleśnikowym, ryż pieczony z jabłkami i cukrem cynamonowym oraz susz wigilijny, czyli kompot gotowany z suszonych jabłek i śliwek.

Sok jabłkowy zebrany z wielu jabłek ma kolor jasnobursztynowy i można go pić na surowo tuż po wyciśnięciu. Sok jabłkowy można zagęszczać na słodki syrop, służący powszechnie jako słodzik przemysłowy (występujący na etykietkach produktów spożywczych pod nazwą koncentrat z soku jabłkowego lub zagęszczony sok jabłkowy). Sok jabłkowy można mieszać z innymi sokami albo z alkoholem w drinkach. Sok jabłkowy w przemyśle spożywczym jest często stosowany jako dopełniacz i podstawa soków mieszanych. Sok jabłkowy może być fermentowany na ocet jabłkowy lub cydr. Sok jabłkowy po fermentacji również można destylować na alkohol jabłkowy, z których najbardziej znany jest francuski winiak Calvados.

## Choroby jabłek

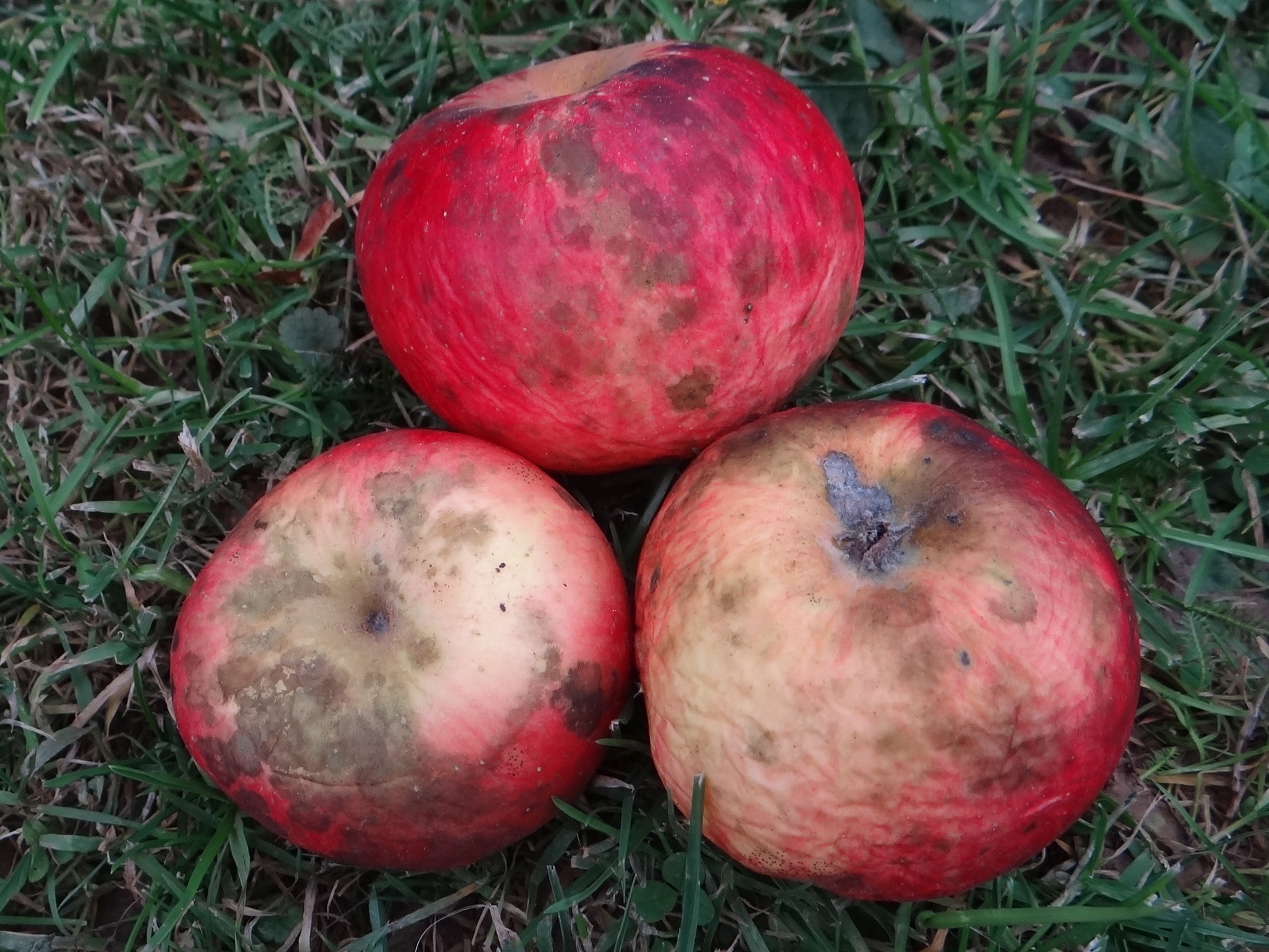
Brudna plamistość jabłek, choroba pospolita na jabłkach „ekologicznych” i pochodzących z ogrodów przydomowych

Na jabłkach występuje wiele chorób, które można podzielić na dwie grupy:
- choroby fizjologiczne, czyli nieinfekcyjne, związane z warunkami wzrostu, starzeniem się owoców lub warunkami ich przechowywania. Są to: gorzka plamistość podskórna jabłek, miękka oparzelizna jabłek, oparzelizna powierzchniowa jabłek, plamistość jonatana, szklistość miąższu jabłek, zbrunatnienie przygniezdne jabłek, zbrązowienie wewnętrzne jabłek[6]
- choroby infekcyjne, wywołane głównie przez grzyby i wirusy: bliznowatość skórki jabłek, brunatna zgnilizna drzew ziarnkowych, brudna plamistość jabłek, czarny rak jabłoni, gorzka zgnilizna jabłek, gwiaździste spękanie jabłek, kropkowana plamistość jabłek, marszczyca jabłek, parch jabłoni, pierścieniowa plamistość jabłek, pierścieniowe ordzawienie jabłek, różowa pleśń jabłek, sina pleśń jabłek, szara pleśń, sucha zgnilizna przykielichowa jabłek, szorstkość skórki jabłek, zdrobnienie jabłek, zgnilizna jabłek „rybie oko”, zielona marszczyca jabłek[6].

Choroby infekcyjne szczególnie silnie rozwijają się na jabłkach w sadach przydomowych i produkcyjnych sadach ekologicznych, w których nie stosuje się pełnej ochrony chemicznej. Część chorób to tzw. choroby przechowalnicze, silnie rozwijające się na jabłkach przechowywanych w nieodpowiednich warunkach, np. w zbyt wysokiej temperaturze. Choroby te praktycznie nie występują w nowoczesnych przechowalniach o niskiej, stabilizowanej temperaturze i kontrolowanym składzie gazów.

## Symbolika jabłka w Europie

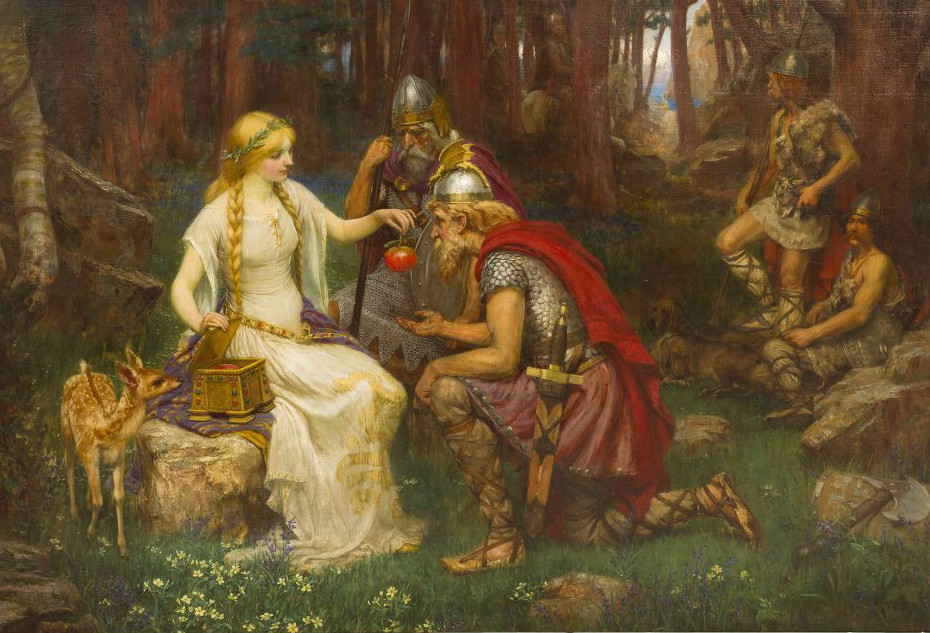
Idun i jabłka, J. Penrose

Udomowione jabłonie dające wartościowe i smaczne owoce rozprzestrzeniły się z Azji środkowej przez Azję Mniejszą na resztę Europy. Odtąd jabłko w Europie było symbolem zdrowia, życia, urodzaju, płodności, miłości, jesiennych żniw w Europie, ale też wiosny (wspólnie z kwiatem jabłoni), dostatku, długowieczności i nieśmiertelności. Dzięki biblijnemu mitowi o Adamie i Ewie, którzy ważyli się zakosztować „zakazanego owocu”, jabłko dzisiaj traktowane jest także jako afrodyzjak.
Jako symbol płodności i dostatku darowano jabłka przy obrzędach weselnych, stąd jabłko miało konotacje miłosne i erotyczne, takie jak jabłko Wenus w imperium rzymskim, albo jabłko niezgody, przyznane przez Parysa Afrodycie, bogini miłości, w zamian za małżeństwo z Heleną. Jabłka do dzisiaj są synonimami piersi kobiecych. Jabłka jako symbol płodności są też symbolem dzieci swoich rodziców, stąd popularne przysłowia.
Złote jabłka były symbolem nieśmiertelności i najwyższego bogactwa, ale też wiecznego życia w zaświatach, czyli pozagrobowego. Jabłka mogły więc jednocześnie przypominać o śmierci i o życiu. Znajduje to odzwierciedlenie w mitologiach, kiedy jabłoń jest cudownym drzewem, rosnącym w zaświatach, gdzie aby się dostać jako człowiek trzeba umrzeć – np. na indyjskiej górze Meru, na której mieszkają bogowie, rośnie też gigantyczna, różana jabłoń (Jambu), a obok góry leży Wyspa Różanej Jabłoni, Jambudvipa.

### Jabłka w mitologii greckiej
Pierwszą jabłoń miała stworzyć bogini ziemi Gaja, jabłoń ta dawała złote owoce nieśmiertelności i rosła w ogrodzie strzeżonym przez 3 Hesperydy i stugłowego smoka Ladona. Przy ślubie Hery z Zeusem Gaja darowała Herze jabłka z tej jabłoni. Jedna z 12 prac Heraklesa to zdobycie złotych jabłek z ogrodu Hesperyd. Eris używa złotego jabłka Hesperyd jako jabłka niezgody, pisząc na nim „Dla najpiękniejszej” jako symbol najwyższej nagrody dla bogiń olimpijskich. Niedościgniona Atalanta ulega podstępowi Afrodyty, która daje złote jabłka zakochanemu młodzieńcowi – kiedy rzucił złote jabłka na trasę biegu, Atalanta zwalniała aby zebrać jabłka, przez co młodzieniec wygrał bieg i Atalanta poślubiła go zamiast go zabić. Jeden z przydomków Demeter, bogini urodzaju, to Malophoros, Dawczyni Jabłek. Jabłka były również symbolem Hery, bogini małżeństw, i symbolem Afrodyty, bogini miłości.

### Jabłka w mitologii rzymskiej
Pomona (owocowa) to czczona w czasach cesarstwa, ważna bogini owoców i sadów owocowych. Pomona miała w Rzymie swoją świątynię i kapłanów, a jabłka to jedne z jej wielu owoców. Dla Rzymian jabłko było też symbolem wiecznego życia i zaświatów, a więc końca życia doczesnego, stąd zwrot „ab ovo usque ad mala” – od jaja (początku życia) do jabłka (końca życia). Czerwone jabłka w kulturze rzymskiej były przede wszystkim symbolem Wenus, bogini miłości i pożądania.

### Jabłka w mitologii celtyckiej
Celtowie nazywali świat pozagrobowy Avalonem, czyli „Wyspą Jabłek”, do której zmarli dostawali się płynąc na zachód w łodzi. Na Avalonie leżała Równina Szczęścia (Mag Mell) na środku której rosła cudowna jabłoń, jednocześnie pokryta liśćmi, kwiatami i owocami, które to jabłka dawały życie i młodość. W mitach celtyckich jabłka ratowały życie bohaterom. Złote jabłka zwieńczały też srebrną laskę legendarnego króla irlandzkiego, Conchobara.

### Jabłka w mitologii nordyckiej
Złote jabłka Iduny, spożywane przez bogów w Asgardzie zapewniały im wieczną młodość (tak jak nektar i ambrozja w mitologii greckiej). W sadze Skirnismal Skirnir próbuje złotymi jabłkami Idun przekonać Gerd do małżeństwa z bogiem Frejem.

#### Inne mitologie
Cudowna jabłoń lecząca wszelkie dolegliwości jest obecna w mitologii osetyjskiej, rośnie w sadzie Nartów strzeżona przez braci Ashara i Ashartaga.

## Symbolika jabłka w tradycji chrześcijańskiej
W tradycji chrześcijańskiej jabłko związane z rytuałami pogańskiej płodności było symbolem pokusy i pożądania. Według średniowiecznych i renesansowych artystów jabłko było na ich obrazach owocem zerwanym przez Ewę z drzewa poznania dobra i zła. Biblia nie zawiera nazwy owocu – Adam i Ewa zjedli po prostu owoc z drzewa poznania. Prawdopodobnie dodatkowe zamieszanie sprawił fakt, że słowo jabłko po łacinie jest identyczne ze słowem „zły”, „zło”. Jabłko stało się więc symbolem zła, owocu zakazanego w kulturze chrześcijańskiej – a także symbolem grzechu i zdrady, zwłaszcza w życiu prywatnym, trucizny, mroku lub ciemności. Według legendy chrześcijańskiej (nie zawartej w Biblii) tłumaczono wypukłą chrząstkę na grdyce męskiej tym, że pierwszemu mężczyźnie, czyli Adamowi, miał utkwić w gardle kawałek owego zakazanego jabłka, skąd popularna nazwa wypukłości – jabłko Adama.
Jabłko jest też tradycyjnym atrybutem władzy królewskiej – złote jabłko z krzyżem symbolizuje sferę kosmiczną, świat i kulę ziemską. Używane jest przy koronacjach obok berła i korony.

## Jabłko w kulturze popularnej
- Miłosna wróżba z jabłka stosowana jest w obrzędach ludowych, np. w Polsce przy Katarzynkach i Andrzejkach – skórka jabłka obrana w jak najdłuższy pasek ma być rzucona tak, aby ułożyć się w inicjał przyszłej żony lub męża.
- Zobacz tradycyjna wigilijna wróżba z jabłka z terenu Górnego Śląska i Opolszczyzny.
- Popularna europejska baśń o królewnie Śnieżce opisuje zatrute jabłko, którym czarownica zatruwa królewnę, po czym Śnieżka zapada w wieczny sen, z którego obudzić może ją tylko miłosny pocałunek.
- W folklorze polskim jeże miały zbierać jabłka na swoje kolce i wynosić je z sadu, chociaż jeże w rzeczywistości są mięsożerne.
- W folklorze szwajcarskim bohater Wilhelm Tell za obrazę władzy habsburskiej miał zostać zmuszony przez wójta do wyboru między karą śmierci albo zestrzeleniem kuszą jabłka z głowy własnego syna.
- Według popularnej legendy, Isaac Newton miał odkryć prawo powszechnego ciążenia rozmyślając w sadzie, w którym jabłko spadło mu na głowę.
- Big Apple, czyli „Wielkie Jabłko” to potoczny w Stanach Zjednoczonych zwrot, oznaczający miasto Nowy Jork.
- W Polsce w latach PRL-u produkowano perfumy zwane „Zielonym jabłuszkiem” o zielonym kolorze i mocnym, słodkim zapachu.
- Apple Inc. to nazwa popularnej firmy komputerowej z Kalifornii, używającej symbolu nadgryzionego jabłka. Synonimem komputerów firmy Apple jest też skrót Mac, od jednej z serii komputerów firmowych nazwanych MacIntosh (odmiana jabłka).
- Apple Records to angielska wytwórnia muzyczna założona w 1968 roku przez członków zespołu The Beatles, jako część ich firmy Apple Corps.
- W Stanach Zjednoczonych apple pie, czyli okrągły placek (tarta) z jabłkami jest potocznym symbolem narodowym i symbolem całej Ameryki, chociaż pierwsze jabłonie przywieźli na kontynent i zaczęli hodować dopiero angielscy pielgrzymi w XVII wieku.

## Etymologia
Słowo „jabłko” w językach słowiańskich jest wspólne z innymi językami indoeuropejskimi używającymi pierwowzoru IE *haébl̥, haebōl lub PIE *abh, mającego znaczyć „wilgotny, soczysty” (sanskryt „jambu”, litewski „óbuolỹs”, pruski „woble” niemiecki „Apfel”, angielski „apple”, celtyckie „avhal, abhal, ull” itd). W języku greckim jabłko nazywa się „melon” (owoc) z czego powstała łacińska nazwa jabłka „malum, malus”. Łacińskie słowo pomum (owoc) dało francuską nazwę jabłka „pomme”. W renesansowej Europie po rozwoju komunikacji nazwano jabłkami także inne owoce egzotyczne, przybyłe z nowych stron – pomo d’oro, czyli złote jabłko to pomidor po włosku, francuskie jabłko ziemne (pomme de terre) to nazwa ziemniaków, a w niemieckim jabłko chińskie (Apfelsine) oznacza pomarańczę.

## Przysłowia i zwroty o jabłkach
- „Niedaleko pada jabłko od jabłoni” – popularny w językach europejskich zwrot opisujący cechy rodziców, dziedziczone przez dzieci.
- „Jakie jabłko, taka skórka, jaka matka, taka córka” – polski wariant przysłowia o cechach dziedzicznych.
- „Gdy jabłoń drugi raz w roku zakwita, zięć do domu zawita” – przysłowie polskie, związane z płodnością (kwitnąca poza sezonem jabłoń to synonim kobiety, która zaszła w ciążę).
- „Zdrowy jak jabłko, rumiany jak jabłko” – synonim zdrowia w języku polskim.
- „Stłuc kogoś na kwaśne jabłko” – zbić kogoś tak mocno, że będzie tak bezużyteczny jak kwaśne jabłko.
- W języku polskim przymiotnik „jabłkowity” opisuje specyficzne umaszczenie końskiego zadu w spore cętki wielkości jabłek.
- W języku angielskim przysłowie „An apple a day keeps the doctor away” opisuje, jakim symbolem zdrowia jest jabłko („jedno jabłko dziennie, trzyma lekarza z dala ode mnie”).
- „Leniwy czeka, żeby jabłka same wpadły mu do ust” – przysłowie mołdawskie, podobne do polskiego wariantu z gołąbkami kapuścianymi, które leniwym same mają wpadać do ust.